# Festa do Mallandro
Festa do Mallandro foi um programa de televisão brasileiro apresentado por Sérgio Mallandro de 1997 a 2002, inicialmente na Rede Manchete e posteriormente na CNT Gazeta, que foi a união entre a CNT e a TV Gazeta.
O programa exibia diversas pegadinhas, competições, testes e atrações musicais.

## História
O nome Festa do Mallandro foi criado em 1997, quando Sérgio era da Rede Manchete, canal no qual o Festa ficou apenas um ano.
Em 1998, o programa passou para a CNT Gazeta. Nos primeiros anos do programa, o Festa era produzido pela Ômega Produções, cujos donos eram os empresários Amilcare Dallevo e Marcelo de Carvalho, atuais donos da RedeTV!. Quando ambos compraram a Manchete, cogitou-se a ida de Sérgio para a RedeTV!. Porém, Sérgio acabou ficando na CNT Gazeta e o programa seguiu sendo produzido pela emissora.
O programa, exibido pela CNT Gazeta aos sábados, era dividido em duas partes: uma parte durante a tarde entre 16h e 20h30 – ao que entrava no ar o programa do missionário R. R. Soares até as 22h – e a 2ª parte logo após o programa evangélico até a 1h da madrugada de domingo.
Em 2000, em virtude da separação entre a CNT e a TV Gazeta, o programa ficou sendo apresentado apenas na Gazeta até setembro de 2002, ao que foi retirado da grade da emissora paulistana devido a que esta estava reduzindo custos de produção.
Depois, Sérgio passou a apresentar outros programas na mesma emissora até retornar em 2008 à CNT.

## Mallandrinhas

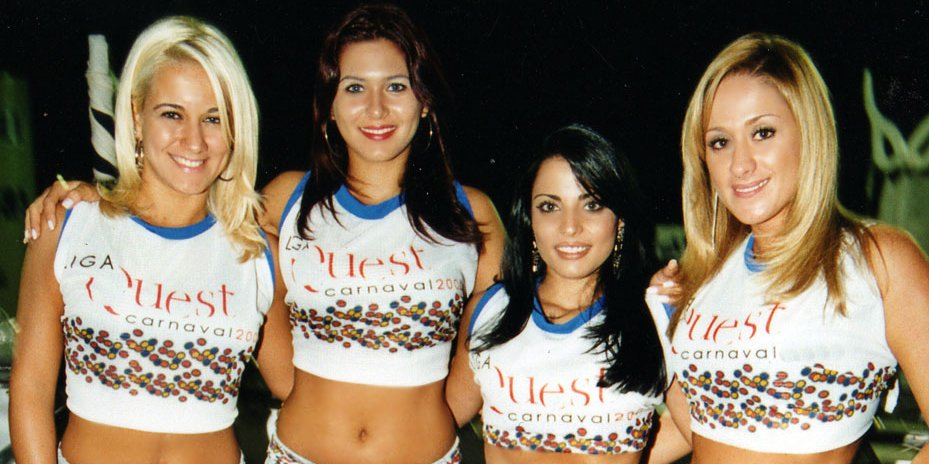
A formação mais popular das "Mallandrinhas" (da esquerda para a direita: Fabiana Pieroccini, Lívia Andrade, Elaine Pinheiro e Sara de Oliveira)

As Mallandrinhas foram as assistentes de palco dos programas apresentados por Sérgio desde a época em que ele trabalhava com crianças no SBT. Originalmente, a sua função era semelhante a das Paquitas nos programas de Xuxa Meneghel, sendo a mais notável, a atriz Suzana Alves, que anos mais tarde seria conhecida nacionalmente como a interprete da personagem Tiazinha. Mas, com o retorno de Mallandro a televisão ao final da década de 1990, o grupo ganharam notável apelo sensual seja pelos uniformes, coreografia e suas interações no palco.
Ao mesmo tempo que o público foco dos programas de Sérgio mudava, o do grupo mudava também. No auge do programa, a terceira formação extrapolou a popularidade do apresentador e foi a mais popular, tendo como integrantes originais: Elaine Pinheiro, Fabiana Pieroccini, Lívia Andrade, Sara de Oliveira, Vivi Fernandez e Cinthia Santos – que saiu do grupo para seguir carreira no cinema pornográfico. Algum tempo depois, foi a vez de Fernandez sair alegando problemas pessoais com Sérgio, que iam de assédio sexual a consumo de drogas.
Em junho de 2001, três das Mallandrinhas vieram a estrelar o ensaio de capa revista da versão brasileira da revista Playboy, e, três meses depois, foi a vez de Lívia Andrade estrelar um ensaio solo.
Com o fim do programa em 2002, Lívia foi recontratada pelo SBT, enquanto Elaine foi contratada pela RecordTV, em 2005, para ser assistente de palco de Márcio Garcia, no programa O Melhor do Brasil.

## Quadros

### Casa dos Desesperados
Casa dos Desesperados era uma paródia da Casa dos Artistas, do SBT. Em um apartamento minúsculo equipado com uma piscina de plástico, foram reunidos personagens estereotipados, como um gay, um travesti, um obeso comilão, uma garota de programa, um anão, um valentão (o 'bad boy'), um gago, uma fofoqueira, um sósia de Tim Maia, um japonês e uma loira sensual.
Chegou a dar picos de dez pontos no Ibope, colocando o programa em terceiro ou segundo lugar na audiência.

## Musicas de Fundo
Todas as musicas instrumentais foram usadas no programa.
| Tilhas            | Compositor(es)  | Álbuns                | Informações                         |
| ----------------- | --------------- | --------------------- | ----------------------------------- |
| This One's Fun    | Grant Geissman  | Promo Beds - Volume 1 | Tocada na abertura de 1997 até 1999 |
| Green Lantern Rag | Charlie Chaplin | A Dog's Life          | Tocada na Pegadinha do Mallandro    |

## Controvérsias
Em 15 de maio de 1999, uma pegadinha exibida pelo programa garantiu a liderança da audiência nacional. Caracterizado como um homem desesperado, Sérgio ameaçou explodir um ônibus. A pegadinha contou com efeitos especiais simulando uma explosão e sua audiência, de 17 pontos, ultrapassou a audiência média da Globo e do SBT no mesmo horário. Com os resultados, Sérgio Mallandro ficou tão eufórico que quebrou algumas partes do cenário, dizendo que pagaria os prejuízos do próprio bolso.
Em 5 de agosto de 2000, o programa exibiu uma pegadinha com o cantor Rafael Ilha. Na esquete, Rafael (que estava lutando contra o vício em drogas) foi abordado nos bastidores da emissora por um produtor do programa que fingia ser um "traficante" e o qual ofereceu-lhe açúcar embrulhado para parecer cocaína. Transtornado, Rafael agrediu o produtor enquanto Sérgio apareceu revelando que tratava-se de uma pegadinha. A esquete teve grande audiência, com 7 pontos e picos de 11, segundo o IBOPE, e levou a abertura de uma investigação pelo Ministério Público Após essa pegadinha, Rafael teve uma recaída e acabou preso com papelotes de cocaína algumas semanas mais tarde. Sua mãe responsabilizou o apresentador por essa recaída.